# Xã Harlan, Quận Fayette, Iowa
Xã Harlan (tiếng Anh: Harlan Township) là một xã thuộc quận Fayette, tiểu bang Iowa, Hoa Kỳ. Năm 2010, dân số của xã này là 871 người.